# Patrick Thoresen
Patrick Thoresen født 7. november 1983 i Hamar, er en norsk professionel ishockeyspiller, der spiller for Djurgården Hockey i Storhamar Dragons .
Thoresens moderklub er Storhamar Dragons. Han var meget succesrig i den svenske SHL , da han spillede tre sæsoner i Djurgårdens IF, og mange klubber fik øje på ham. Han spillede i KHL holdet Salavat Julajev Ufa, hvor han gjorde stor succes allerede i sin debutsæson, da han blev scoret for 24 mål og 57 point på 56 kampe spillet og kom sjette i pointligaen og anden i assistentligaen. I 2011-12 underskrev han til SKA Sankt Petersborg. Han har også spillet i Mörrums Gois IK i Allsvenskan.
Thoresen lavede en meget stærk sæson 2008–09 i det schweiziske ishockeyhold HC Lugano, hvor han stod for 63 point i 48 spillede kampe. Han har også spillet i NHL en række sæsoner for klubberne Edmonton Oilers og Philadelphia Flyers. Thoresen er en pålidelig pointvælger med god teknik.
Patrick Thoresen har repræsenteret det Norges herrelandshold i ishockey ved en række lejligheder, hvor han er en af holdets vigtigste spillere. Han har også spillet 43 juniorlandskamper.

## Eksterne links
https://www.eliteprospects.com/player/3419/patrick-thoresen
1. ↑  International Ice Hockey Federation, hentet 11. maj 2024 (fra Wikidata).
2. ↑  Navnet er anført på bokmål og stammer fra Wikidata hvor navnet endnu ikke findes på dansk.